# الصوبة (النادرة)

تعديل مصدري - تعديل

الصوبة هي إحدى قرى عزلة حدة بمديرية النادرة التابعة لمحافظة إب، بلغ تعداد سكانها 814 نسمة حسب تعداد اليمن لعام 2004.